# Mjölkkörtel

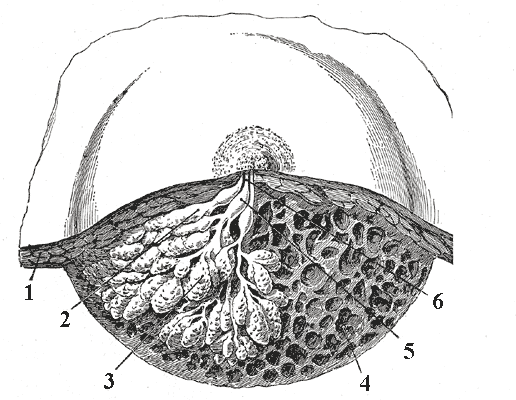
Mjölkkörtlar hos en människa

Mjölkkörtlar (latin: Glandula mammaria, grekiska: Mastos) är de organ som hos däggdjurshonor producerar mjölk. En ursprunglig variant finns idag fortfarande i näbbdjurens mjölkpäls. Här sitter mjölkkörtlarna fördelad på en större yta och sluter inte i en mjölkvårta.

## Position
Mjölkkörtlarna sitter antingen på bröstkorgen (människa, elefanter), mellan bröstkorgen och ljumsken (till exempel: hund, katt, svin) eller vid ljumsken (betecknas ofta som juver, till exempel hos idisslare och hästar).
Hos flera pungdjur finns en pung kring mjölkkörtlarna som bildas av ett hudveck och som skyddar ungarna.